# Quartier Montreuil
Pour les articles homonymes, voir Montreuil.
Montreuil est un quartier de la ville de Versailles, dans le département des Yvelines et la région île-de-France. Le quartier de Montreuil, appelé également Village de Montreuil par ses habitants, est l'un des quartiers de Versailles les plus étendus en superficie puisqu'il commence avenue de Paris à la limite de Viroflay, jusqu'à la rue Montbauron en faisant des détours par l'avenue de Saint-Cloud, la rue de Provence, le boulevard de la Reine et en finissant par « flâner » le long du boulevard de la République. Sa population est comprise entre 17 000 et 18 000 habitants.

## Histoire

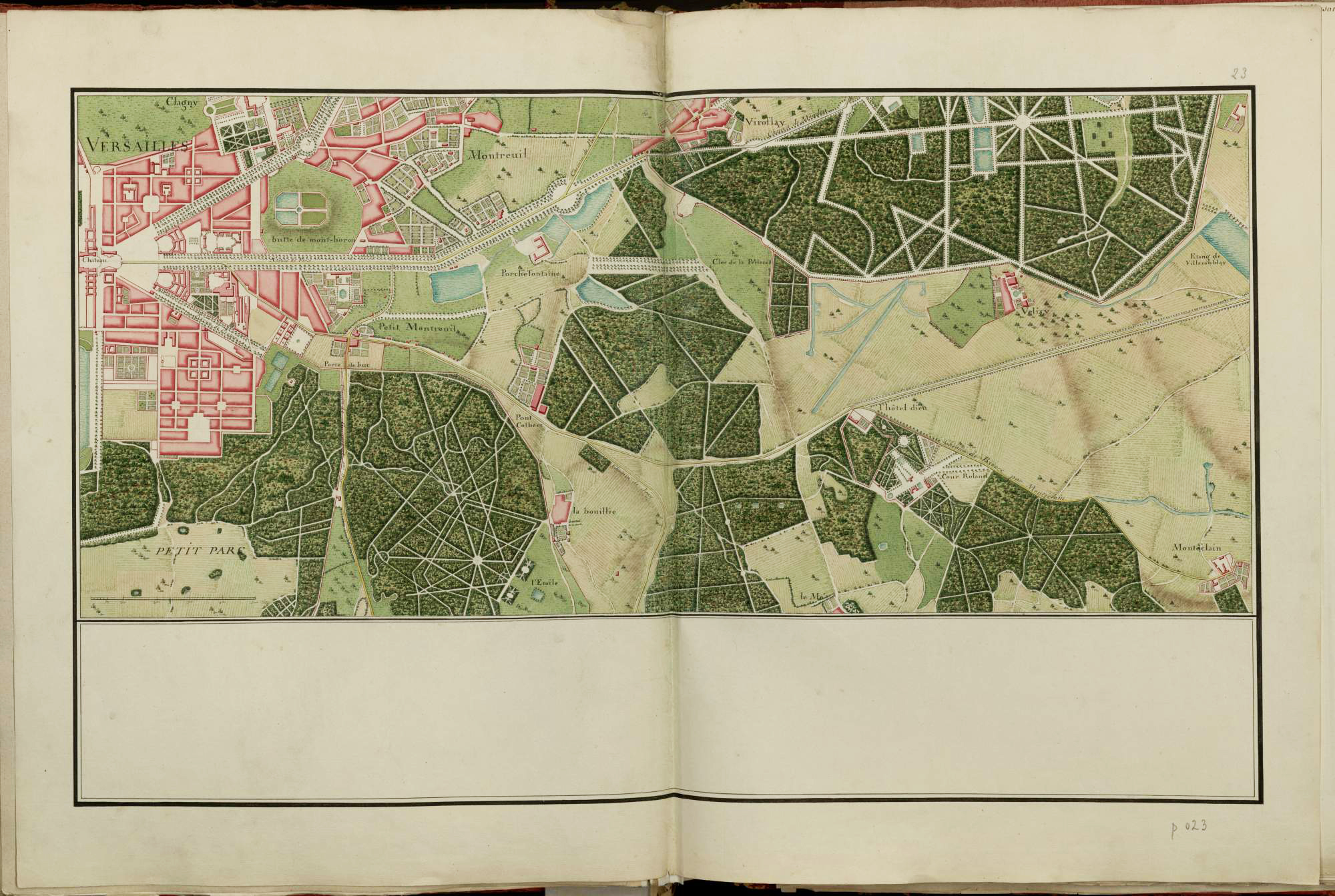
Le village de Montreuil sur la planche de l'Atlas de Trudaine consacrée à Versailles, XVIIIe siècle (Archives nationales).

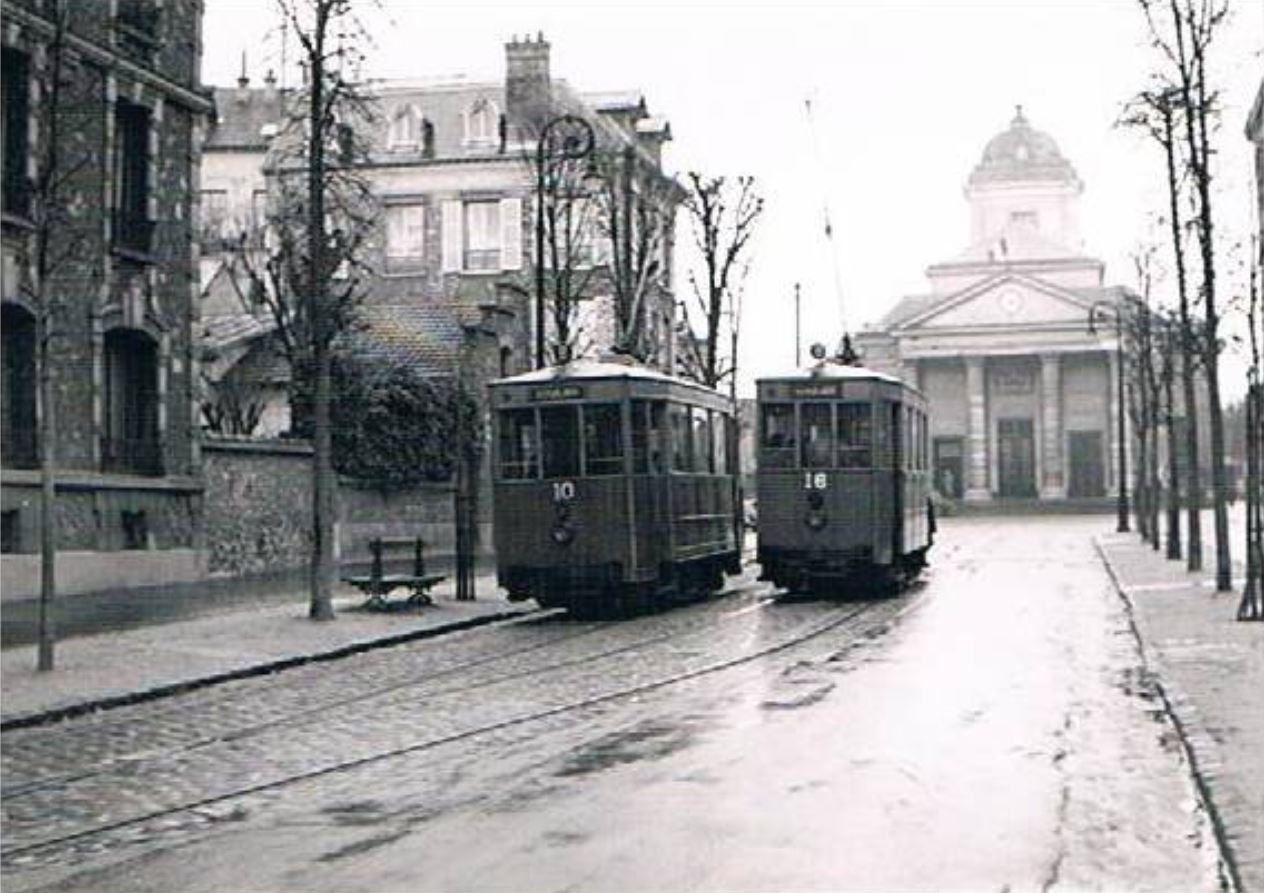
Tramways circulant boulevard de Lesseps et au fond l'église Saint-Symphorien.

Montreuil, était autrefois un village à part entière, situé à une lieue du village de Versailles. Il fut longtemps appelé Montreuil près Versailles. Il était alors composée de deux hameaux distincts situés de part et d'autre de la butte Montbauron : les Grand et Petit Montreuil. Le hameau du Grand Montreuil était situé au niveau de l'actuelle rue de Montreuil tandis que celui du Petit Montreuil était situé au niveau de l'actuelle rue de Vergennes qui s'appelait à l'époque chemin du Petit Montreuil. L'église paroissiale, fort éloignée des habitations, était située au niveau du carrefour des actuelles rues Champ Lagarde et de l'Ecole des Postes. Avec le percement de l'avenue de Paris, les deux hameaux se trouvent séparés et ils connaîtront désormais un destin distinct. Le hameau du Grand Montreuil deviendra le centre de l'actuel quartier de Montreuil tandis que le hameau du Petit Montreuil sera rattaché au quartier des Chantiers nouvellement créé. Jusqu'au milieu du XVIIIe siècle Montreuil resta pauvre et peu peuplé. Le village ne comptait que 1 200 habitants.
Montreuil dépendait de la seigneurie de Porche Fontaine, dont le titulaire se rendit coupable envers Charles VI qui confisqua sa terre en 1392, et la donna au duc d'Orléans, qui en fit don au couvent des Célestins de Paris.
Le 25 juin 1768, Lazare Hoche, fils d'un garde-chenil de Louis XV, naît à Montreuil.
Louis XVI, en 1787, accorda à Versailles un corps de ville, en y réunissant l'ancien village de Montreuil qui en devint un faubourg.
Vers 1870, il y avait 3 200 habitants à Montreuil.

## Présentation
Montreuil fait maintenant partie des quartiers aisés de la ville, par le prix de son immobilier en augmentation ces dernières années.
La vie s'organise autour de la rue de Montreuil, rue commerçante centrale, proposant un large choix d'enseignes aux habitants, surtout axés sur la proximité alimentaire. D'autres zones commerciales se répartissent également aux quatre coins du quartier, comme à Grand-Siècle ou dans la rue Montbauron. Au total, ce sont plus de 280 commerces et artisans qui couvrent le quartier.
Des pistes cyclables sillonnent désormais certains axes majeurs du quartier, comme l'avenue de Saint-Cloud, l'avenue des États-Unis, l'avenue de Paris, la rue de l'École des Postes ou encore le boulevard de la République. De nombreux espaces de stationnement pour les vélos sont également installés.
Outre le parking souterrain de Grand-Siècle, complètement excentré du quartier, celui-ci ne dispose pas de parking public, uniquement des places de stationnements disposées le long de la voirie dont une partie sont payantes par un système d'horodateurs, notamment la partie centrale du quartier, autour de la Place Saint-Symphorien et les rues de la butte Montbauron. Un projet consisterait à rendre public le parking du rectorat de Versailles se trouvant dans ce quartier.
Une gare SNCF, la gare de Montreuil, permet aux habitants de relier la Défense, puis Paris-Saint-Lazare rapidement. Le quartier est desservi par de nombreuses lignes de bus dont 
- les lignes 6201, 6205, 6206, 6207, 6208, 6210, 6213, 6214, 6284 et 6287 du réseau de bus Grand Versailles ;
- les lignes 6123, 6124, 6180 du réseau de bus de Vélizy Vallées ;
- et les lignes 171 et 471 du réseau de bus RATP.

L'église Saint-Symphorien est également un point central du quartier, il permet aux chrétiens catholiques de venir prier. C'est aujourd'hui la troisième paroisse de Versailles.
Le quartier dispose également de nombreux parcs et jardins comme le Jardin des Musiciens Italiens, le Square Blaise Pascal, le Jardin de la bibliothèque de l’Heure Joyeuse ou encore le jardin de l'École des Postes. Le  parc du domaine de Madame Élisabeth, également situé dans le quartier, est depuis quelques années ouvert au public. Il s'étend sur 7,2 hectares et renferme de nombreuses essences d'arbres.
Le quartier possède aussi de nombreux établissements scolaires dont le collège Jean-Philippe Rameau, et les lycées La Bruyère et  Sainte-Geneviève. Le rectorat de Versailles est aussi situé dans le quartier de Montreuil, au 3 boulevard de Lesseps.
Enfin le quartier possède des équipements sportifs situés au sommet de la butte Montbauron et comprenant notamment une piscine olympique et un stade doté d'une piste d'athlétisme de 400 mètres de long en tartan.